# District de Mashan
Pour les articles homonymes, voir Mashan.
Le district de Mashan (麻山区 ; pinyin : Máshān Qū) est une subdivision administrative de la province du Heilongjiang en Chine. Il est placé sous la juridiction de la ville-préfecture de Jixi.